# Drums in the Deep South
Drums in the Deep South (br: Os Tambores Rufam ao Amanhecer) é um filme norte-americano do gênero guerra, lançado no ano de 1951 e com direção de William Cameron Menzies.

## Sinopse
Após graduarem-se em West Point, dois amigos acabam defrontando-se nos campos de batalha da Guerra Civil Americana, cada qual em artilharias inimigas.

## Elenco
- James Craig ... Maj. Clay Clayburn
- Barbara Payton ... Kathy Summers
- Guy Madison ... Maj. Will Denning
- Barton MacLane ... Sgt. Mac McCardle
- Robert Osterloh ... Sgt. Harper